# 平塔島

平塔島是厄瓜多爾的島嶼，位於太平洋海域，屬於加拉帕戈斯群島的一部分，面積59平方公里，最高點海拔高度777米，該島火山最近一次火山噴發在1928年發生，島上無人居住。
0°36′N 90°45′W / 0.600°N 90.750°W